# The Great Santini
The Great Santini (Brasil: O Grande Santini / Portugal: A Fúria de um Herói) é um filme norte-americano de 1979, do gênero drama, dirigido por Lewis John Carlino  e estrelado por Robert Duvall -- em um de seus melhores trabalhos no cinema, segundo Ken Wlaschin -- e Blythe Danner.

## Sinopse
Bull Meechum é um excelente piloto da Marinha. Tem uma esposa dedicada, três crianças adoráveis e um filho adolescente dócil. Mas Bull, arrogante e truculento, não consegue adaptar-se à vida doméstica na paz de 1962, quando os EUA ainda não estavam tão enfronhados na Guerra do Vietnã. Bull, então, começa a embebedar-se e a tratar a família como se fossem recrutas. Após uma discussão com Ben, ele fica à beira do colapso.

## Premiações
| Patrocinador                                            | Prêmio       | Categoria                                                             | Situação       |
| ------------------------------------------------------- | ------------ | --------------------------------------------------------------------- | -------------- |
| Academia de Artes e Ciências Cinematográficas           | Oscar        | Melhor Ator (Robert Duvall) Melhor Ator Coadjuvante (Michael O'Keefe) | Indicado       |
| Associação de Correspondentes Estrangeiros de Hollywood | Golden Globe | Revelação do Ano - Ator (Michael O'Keefe)                             | Indicado       |
| National Board of Review                                | NBR Award    | Dez Melhores Filmes de 1980                                           | Escolhido      |
| Writers Guild of America                                | WGA          | Melhor Roteiro Adaptado                                               | Indicado       |
| Kansas City Film Critics Circle Awards                  | KCFCC        | Melhor Ator (Robert Duvall)                                           | Vencedor       |
| National Society of Film Critics                        | NSFC Award   | Melhor Ator (Robert Duvall)                                           | Terceiro Lugar |
| New York Film Critics Circle Awards                     | NYFCC        | Melhor Ator (Robert Duvall)                                           | Segundo Lugar  |
| Festival de Cinema de Montreal                          |              | Melhor Ator (Robert Duvall)                                           | Vencedor       |

## Elenco
| Ator/Atriz         | Personagem                   |
| ------------------ | ---------------------------- |
| Robert Duvall      | Tenente-Coronel Bill Meechum |
| Blythe Danner      | Lillian Meechum              |
| Michael O'Keefe    | Ben Meechum                  |
| Lisa Jane Persky   | Mary Anne Meechum            |
| Julie Anne Haddock | Karen Meechum                |
| Brian Andrews      | Matthew Meechum              |
| Stan Shaw          | Toomer Smalls                |
| Theresa Merritt    | Arabella Smalls              |
| David Keith        | Red Petus                    |
| Paul Mantee        | Coronel Virgil Hedgepath     |
| Michael Strong     | Coronel Varney               |
| Bennett Liss       | Cabo Atcherly                |
| Joe Dorsey         | Spinks                       |
| David Frankham     | Capitão Weber                |
| Jan Stratton       | Senhora Weber                |